# K200
K200 KIFV/KAFV (Korean Infantry Fighting Vehicle/Korean Armoured Fighting Vehicle) – południowokoreański bojowy wóz piechoty produkowany od 1985 roku przez Daewoo Heavy Industries (obecnie Doosan Heavy Industries & Construction).
Powstało wiele odmian pojazdu K200, m.in. ambulans, wóz zabezpieczenia technicznego, wóz dowodzenia oraz platforma dla moździerza. Dodatkowo na bazie pojazdu KIFV opracowano kilka różnych wersji KAFV wyposażonych w armaty kalibru 25-90 mm.